# Zac Dalpe
Zac Dalpe, född 1 november 1989, är en kanadensisk professionell ishockeyforward som är kontrakterad till Florida Panthers i National Hockey League (NHL) och spelar för Charlotte Checkers i American Hockey League (AHL).
Han har tidigare spelat för Carolina Hurricanes, Vancouver Canucks, Buffalo Sabres, Minnesota Wild och Columbus Blue Jackets i NHL; Albany River Rats, Utica Comets, Rochester Americans, Iowa Wild och Cleveland Monsters i AHL samt Ohio State Buckeyes i National Collegiate Athletic Association (NCAA).
Dalpe draftades av Carolina Hurricanes i andra rundan i 2008 års draft som 45:e spelare totalt.

## Statistik
| 2004–2005   | Brantford 99ers U16   | AH          | 67  | 24  | 18  | 42  | 12  | —  | —  | —  | —  | —  |
| 2005–2006   | Brantford 99ers U16   | AH          | 39  | 33  | 40  | 73  | 36  | —  | —  | —  | —  | —  |
|             | Stratford Cullitons   | MWJHL       | 32  | 6   | 6   | 12  | 12  | 2  | 0  | 0  | 0  | 0  |
| 2006–2007   | Stratford Cullitons   | MWJHL       | 52  | 30  | 43  | 73  | 68  | —  | —  | —  | —  | —  |
| 2007–2008   | Penticton Vees        | BCHL        | 46  | 27  | 36  | 63  | 14  | 15 | 8  | 9  | 17 | 4  |
| 2008–2009   | Ohio State Buckeyes   | NCAA        | 37  | 13  | 12  | 25  | 25  | —  | —  | —  | —  | —  |
| 2009–2010   | Ohio State Buckeyes   | NCAA        | 39  | 21  | 24  | 45  | 19  | —  | —  | —  | —  | —  |
|             | Albany River Rats     | AHL         | 9   | 6   | 1   | 7   | 0   | 8  | 3  | 3  | 6  | 0  |
| 2010–2011   | Carolina Hurricanes   | NHL         | 15  | 3   | 1   | 4   | 0   | —  | —  | —  | —  | —  |
|             | Charlotte Checkers    | AHL         | 61  | 23  | 24  | 57  | 21  | 16 | 6  | 7  | 13 | 6  |
| 2011–2012   | Carolina Hurricanes   | NHL         | 16  | 1   | 2   | 3   | 4   | —  | —  | —  | —  | —  |
|             | Charlotte Checkers    | AHL         | 56  | 18  | 14  | 32  | 17  | —  | —  | —  | —  | —  |
| 2012–2013   | Carolina Hurricanes   | NHL         | 10  | 1   | 2   | 3   | 0   | —  | —  | —  | —  | —  |
|             | Charlotte Checkers    | AHL         | 54  | 21  | 21  | 42  | 12  | 5  | 0  | 0  | 0  | 4  |
| 2013–2014   | Vancouver Canucks     | NHL         | 55  | 4   | 3   | 7   | 6   | —  | —  | —  | —  | —  |
|             | Utica Comets          | AHL         | 6   | 0   | 3   | 3   | 2   | —  | —  | —  | —  | —  |
| 2014–2015   | Buffalo Sabres        | NHL         | 21  | 1   | 2   | 3   | 4   | —  | —  | —  | —  | —  |
|             | Rochester Americans   | AHL         | 44  | 16  | 12  | 28  | 0   | —  | —  | —  | —  | —  |
| 2015–2016   | Minnesota Wild        | NHL         | 2   | 1   | 0   | 1   | 0   | 3  | 0  | 0  | 0  | 0  |
|             | Iowa Wild             | AHL         | 8   | 3   | 1   | 4   | 24  | —  | —  | —  | —  | —  |
| 2016–2017   | Minnesota Wild        | NHL         | 9   | 1   | 2   | 3   | 9   | —  | —  | —  | —  | —  |
|             | Iowa Wild             | AHL         | 12  | 2   | 0   | 2   | 0   | —  | —  | —  | —  | —  |
|             | Cleveland Monsters    | AHL         | 20  | 8   | 6   | 14  | 22  | —  | —  | —  | —  | —  |
| 2017–2018   | Columbus Blue Jackets | NHL         | 12  | 0   | 0   | 0   | 13  | —  | —  | —  | —  | —  |
|             | Cleveland Monsters    | AHL         | 35  | 11  | 15  | 26  | 35  | —  | —  | —  | —  | —  |
| 2018–2019   | Columbus Blue Jackets | NHL         | 1   | 0   | 1   | 1   | 0   | —  | —  | —  | —  | —  |
|             | Cleveland Monsters    | AHL         | 55  | 33  | 22  | 55  | 43  | 8  | 2  | 1  | 3  | 16 |
| 2019–2020   | Cleveland Monsters    | AHL         | 18  | 7   | 4   | 11  | 4   | —  | —  | —  | —  | —  |
| 2020–2021   | Columbus Blue Jackets | NHL         | 12  | 2   | 1   | 3   | 0   | —  | —  | —  | —  | —  |
|             | Cleveland Monsters    | AHL         | 5   | 3   | 1   | 4   | 5   | —  | —  | —  | —  | —  |
| 2021–2022   | Florida Panthers      | NHL         | 1   | 0   | 0   | 0   | 0   | —  | —  | —  | —  | —  |
|             | Charlotte Checkers    | AHL         | 68  | 30  | 9   | 39  | 43  | 7  | 7  | 1  | 8  | 2  |
| 2022–2023   | Florida Panthers      | NHL         | 11  | 2   | 2   | 4   | 2   | —  | —  | —  | —  | —  |
|             | Charlotte Checkers    | AHL         | 28  | 12  | 9   | 21  | 15  | —  | —  | —  | —  | —  |
| NHL totalt  | NHL totalt            | NHL totalt  | 165 | 16  | 16  | 32  | 38  | 3  | 0  | 0  | 0  | 0  |
| AHL totalt  | AHL totalt            | AHL totalt  | 479 | 193 | 152 | 345 | 243 | 44 | 18 | 12 | 30 | 28 |
| NCAA totalt | NCAA totalt           | NCAA totalt | 76  | 34  | 36  | 70  | 44  | —  | —  | —  | —  | —  |